# Lora (Como)
Lora è un quartiere di circa 2.500 abitanti della città di Como. Sviluppatosi lungo la ex strada statale 342 Briantea, Lora è sede della circoscrizione n°2.

## Geografia fisica

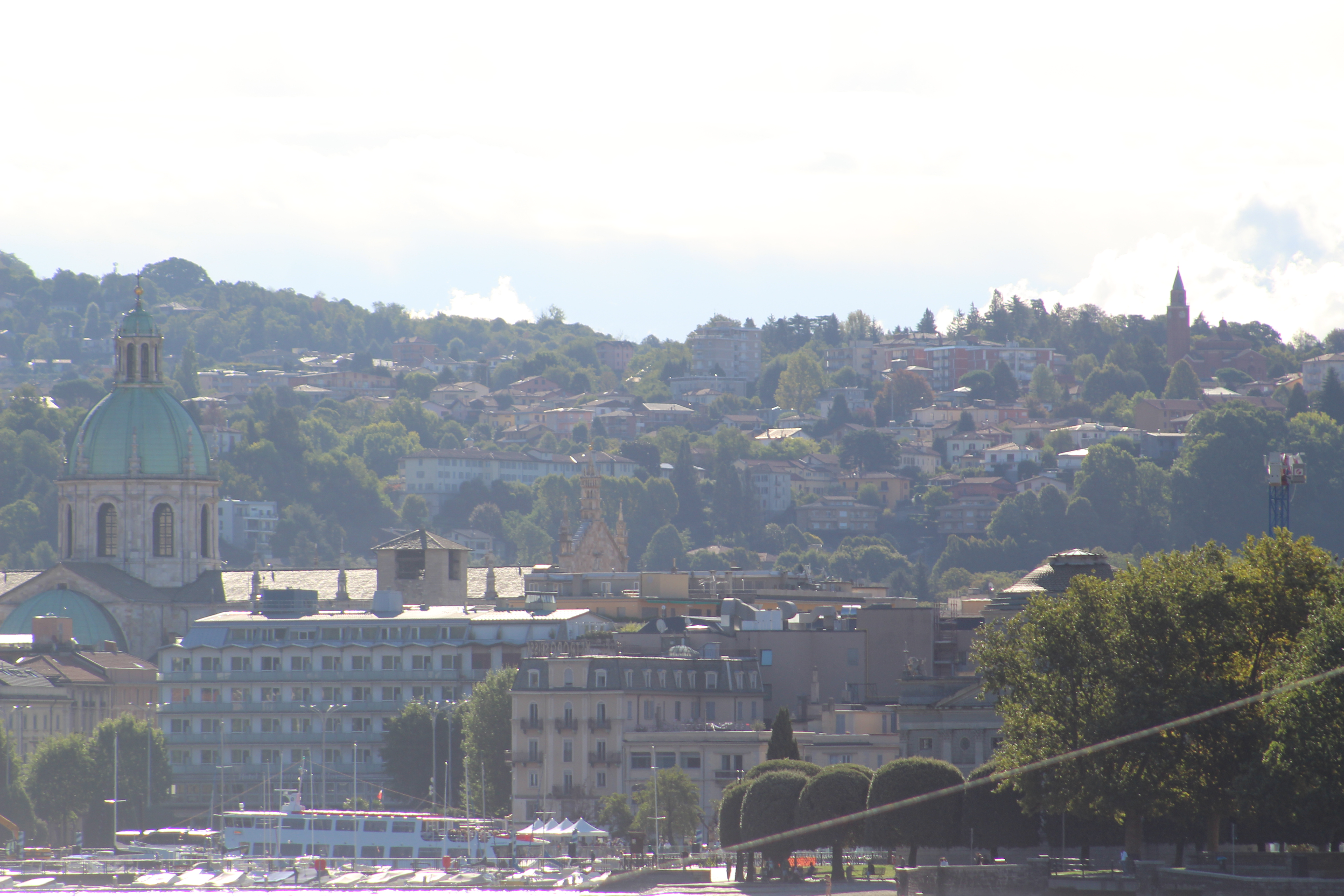
In primo piano: alcuni edifici del centro storico di Como, tra cui il Duomo. In secondo piano: edifici di Lora, tra i quali il complesso di Santa Maria della Provvidenza (apparentemente sopra alla facciata del Duomo) e la Chiesa dei Santi Simone, Giuda e Andrea (a destra).

Collocato lungo i confini est del territorio comunale, il quartiere di Lora si sviluppa su una sorta di balcone naturale, affacciato sulla zona sud-orientale della convalle che forma il centro città. 
Il quartiere è delimitato a ovest dal parco cittadino del San Martino, a nord dalla valle del Cosia, a est dalle pendici del colle che ospita il centro storico di Lipomo e a sud dal Monte Goi.

## Origini del nome
Attestato nel corso dei secoli come Lora, L'Ora, All'Ora, Allora e Zora (con quest'ultima forma che potrebbe tuttavia contenere un refuso), il toponimo è ancora oggi di origine non chiara. 
Una prima teoria rimanda alla presenza di una meridiana posta all'esterno di un antico monastero (forse situato in località Crotto del Sergente), conosciuto come il monastero dell'ora o, nel gergo comune, L'ora o All'ora. Di un luogo dell'Ora parlano anche gli atti della visita pastorale del vescovo Francesco Bonesana (1703), intitolati "Stato del Beneficio, e Chiesa, ò fia Oratorio de SS.ti Simone & Andrea Apostoli del luogo dell'Ora, sotto la Priorale di S.to Bartolomeo".
Sulla base delle origini campestri del quartiere, alcuni hanno avanzato l'ipotesi che il nome sia da legare alla presenza di vigneti adibiti alla produzione del "lora", un vino leggero prodotto in epoca romana. Inoltre, in virtù della presenza di coloni greci all'interno dei fondatori dell'oppidum di Como, qualcuno ha proposto un'origine dal termine greco αὔρα (aúra).
Altre ipotesi legherebbero il toponimo alla particolare posizione geografica del luogo. In questo contesto, il toponimo potrebbe indicare il fatto che Lora si trova sull' "orlo" (in latino, ōra) della conca che ospita il centro città e/o in un luogo caratterizzato dalla presenza di "vento" (dal latino aura).

## Storia
Sul territorio lorese è stata ritrovata una tomba con corredo funebre databile alla tarda età del ferro. 
Attorno all'anno 1000, il territorio lorese è attestato come un'area ricca di campi di grano, infeudata dal Capitolo di San Fedele. 
Durante la guerra decennale, il Monte Goi (allora nominato Tegollium) fu teatro di uno scontro tra le truppe di Como e quelle dei canturini, schierati dalla parte di Milano.
Successivamente inserito nei Corpi Santi di Como, durante l'episcopato di Feliciano Ninguarda il territorio lorese era alle dipendenze della parrocchia di San Donnino in Como, anche se la chiesa vicaria di San Simone e la Cappelletta di Santa Maria erano ancora nell'area d'influenza del capitolo della Basilica San Fedele. In seguito, la Cappellania di Lora fu in un primo tempo annessa alla Pieve di Zezio Inferiore, poi aggregata alla parrocchia facente capo alla chiesa di San Bartolomeo e infine, il 21 gennaio 1863, elevata a sede parrocchiale. Tra le varie condizioni di erezione della parrocchia, si rinunciò a smembrare Lora dai Corpi Santi, al fine di permettere ai poveri del quartiere di poter continuare a godere delle beneficenze previste dallo status di Corpo Santo cittadino.
Dal 1817 al 1884 Lora fece parte del comune di Camerlata. 
La vocazione agricola del quartiere si è mantenuta intatta per secoli fino al secondo dopoguerra, quando i rioni loresi erano ancora circondati da campi. Del passato agricolo di Lora rimangono oggi solo l'iscrizione Tempio Votivo ai Rurali Caduti sulla facciata della Chiesa dei Santi Simone, Giuda e Andrea e la località Scim (toponimo che deriverebbe dall'omonimo termine celtico dal significato di "dorso", ad indicare la natura collinare del luogo), dove si trovano gli ultimi campi della proprietà Salterio oggi nota come Casa di Gino.
A partire dagli anni '50 si assistette a un crescente sviluppo urbano del quartiere. Nell'estate 1950, si inaugurarono le prime case-INA di Lora, alla presenza di Amintore Fanfani. 

## Monumenti e luoghi d'interesse

### Architetture religiose

#### Chiesa dei Santi Simone, Giuda e Andrea
La chiesa dei Santi Simone, Giuda e Andrea (1942), più comunemente nota come parrocchiale dei Santi Simone e Giuda, ospita la sede della parrocchia di Lora. 

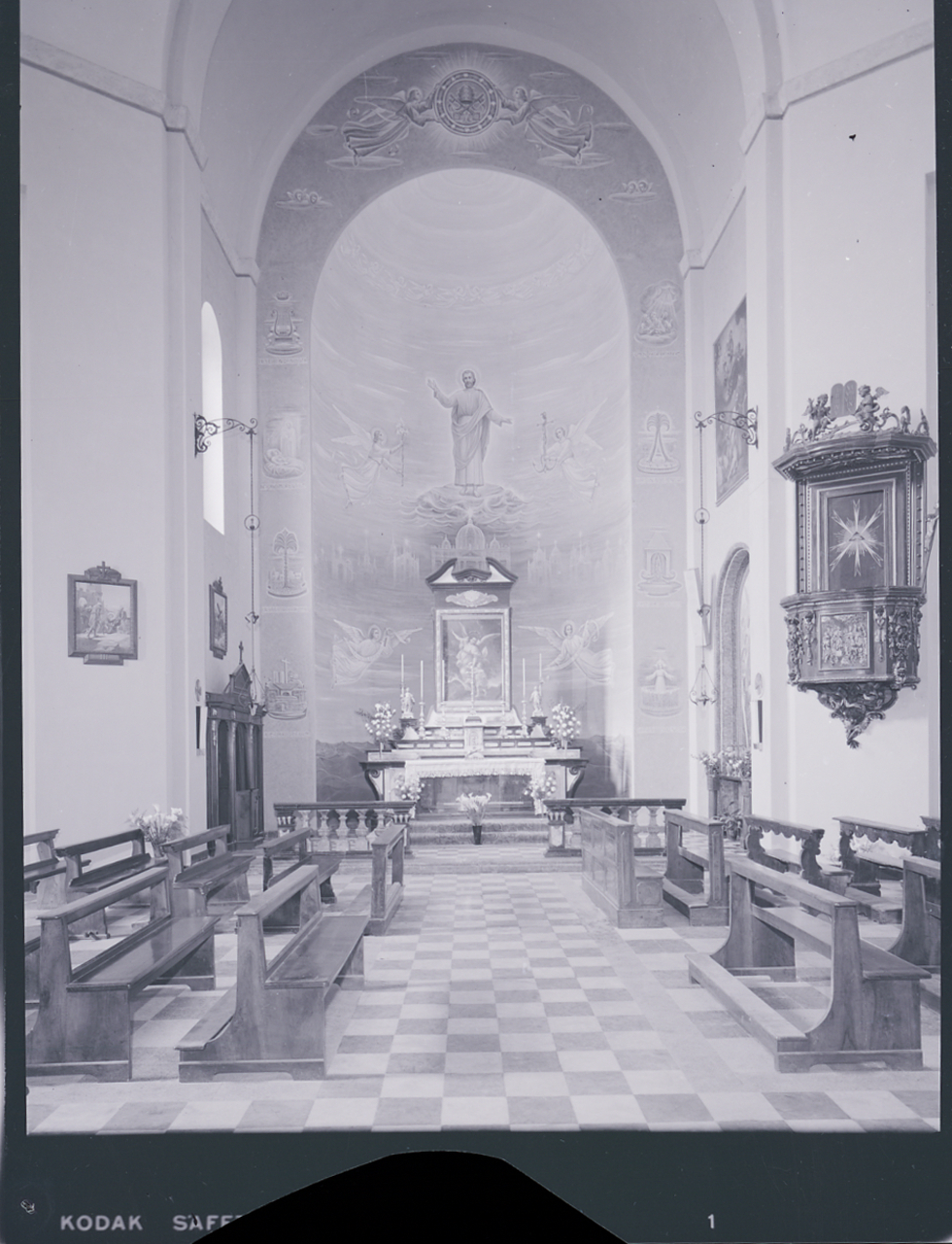
Foto d'epoca dell'altare sinistro della parrocchiale

#### Chiesa di Santa Maria della Provvidenza
La chiesa si trova nel complesso che ospita la casa madre delle Figlie di Santa Maria della Divina Provvidenza. In stile neogotico, la chiesa venne completata nel 1902 su progetto dall'ingegner Silvio Valli e successivamente ampliata nel 1936. Come recita una lapide all'interno dell'edificio religioso, la rinnovata chiesa fu consacrata dal vescovo di Como Alessandro Macchi nell'ottobre dello stesso anno. Una cappellina attigua alla chiesa ospita le spoglie di Caterina Guanella, sorella di san Luigi, e di suor Marcellina Bosatta, cofondatrice delle Figlie di Santa Maria della Provvidenza e sorella della beata Chiara.

#### La "Cappelletta"
Poche decine di metri più a monte rispetto al complesso di Santa Maria della Provvidenza si trova la cosiddettà "Cappelletta", un ex-oratorio dedicato alla Vergine Maria - oggi sconsacrato - ma citato negli atti delle visite pastorali alla Pieve di Zezio da parte vescovi Ninguarda (XVI secolo), Giambattista Castelnuovo (1823) e Teodoro Valfré di Bonzo (1903).
Nel 1807 costituiva una chiesa sussidiaria della parrocchiale di San Bartolomeo in Como, parrocchia dalla quale risultava dipendere già negli atti di una visita pastorale effettuata da un delegato vescovile nel 1778. Fino alla seconda metà del XIX secolo, il vicario della chiesa di San Giuseppe in Valleggio di Como (anch'essa allora alle dipendenze della parrocchia di San Bartolomeo) aveva ancora il diritto di portare la comunione agli ammalati che abitavano nei pressi della Cappelletta. Nel 1878, per finanziare i lavori di ampliamento di quella che allora era la chiesa parrocchiale di Lora, la Cappelletta fu venduta a Fulvia Sormani De Herra (allora proprietaria di villa Fulvia a Lipomo), la quale si impegnò a mantenere l'oratorio come luogo di culto per i vent’anni successivi all'acquisto dell'immobile. 
Nonostante l'edificio abbia oggi perso la propria funzione religiosa a favore di un uso abitativo, l'appellativo “Cappelletta” è ancor oggi utilizzato per indicare il tratto della ex strada statale Briantea che, dal ponte di San Martino in Como, passa davanti all'ex-oratorio e prosegue per Lipomo. 

### Architetture civili

#### Casa Santa Maria della Provvidenza
In posizione dominante sul primo tornante della strada che da Lora conduce al ponte di San Martino in Como si trova Santa Maria della Provvidenza, casa madre delle religiose guanelliane. 
Il complesso si sviluppò a partire da una filanda, costruita nel 1760 dai fratelli Binda (e, per questo motivo, soprannominata "La Binda"). In seguito a una serie di passaggi di proprietà e di variazioni di destinazione d'uso, il primo gennaio del 1897 la struttura fu acquistata per 45000 lire da don Luigi Guanella, che nel marzo dello stesso anno vi trasferì il reparto femminile della "Casa della Divina Provvidenza" di Como.
La ciminiera della ex-filanda venne riconvertita in un campanile, sulla cui sommità nel 1898 venne collocata una statua raffigurante il Sacro Cuore. In occasione delle celebrazioni voltiane del 1899, don Guanella si fece invano promotore di un progetto finalizzato a trasformare il campanile di Casa Santa Maria in un faro visibile da due luoghi simbolo della vita di Alessandro Volta: il centro di Como e Camnago Volta. Dopo essere stata colpita da un fulmine nel maggio del 1941, nel 1943 la statua del Sacro Cuore venne rimpiazzata da un'analoga opera d'arte avente lo stesso soggetto.
Oltre a una Residenza Sanitaria per anziane, la struttura ospita un museo dedicato alla Beata Chiara Bosatta, raffigurata in alcuni dipinti di Mario Bogani.

#### Casa di Gino
Nel 1937 l’imprenditore Carlo Grassi (1886-1950) acquistò la proprietà "Salterio", allo scopo di utilizzarla non solo come tenuta di famiglia, ma anche come sede per le sue imponenti collezioni d’arte, comprensive di reperti archeologici egizi, di oggetti d’arte orientale e di una lunga serie di dipinti realizzati da pittori dell’Ottocento italiano (Fattori, De Nittis, Boldini, gli Scapigliati milanesi), del Divisionismo (Previati, Segantini, Pellizza da Volpedo), artisti internazionali (Manet, Van Gogh, Cézanne) e avanguardisti italiani (a partire da Balla, amico personale del Grassi, ma anche Boccioni, Morandi, De Pisis e Tosi).

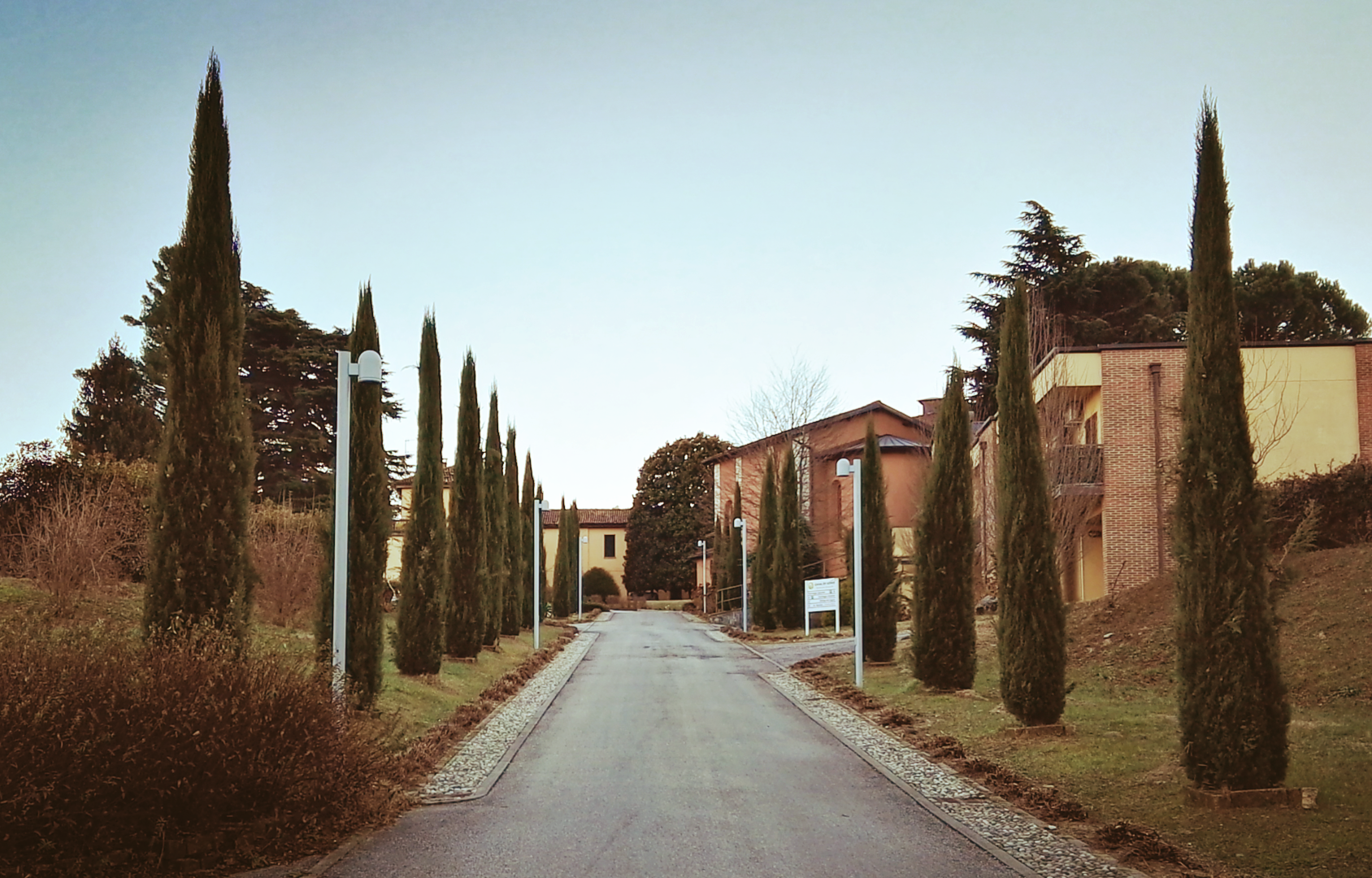
Casa di Gino: viale d'ingresso

Durante la seconda guerra mondiale, il figlio Gioacchino - detto Gino - si era arruolato volontario, ma morì a soli diciott’anni durante la battaglia di El Alamein. Scossi dall’avvenimento, i coniugi Grassi maturarono la decisione di donare la tenuta ad un’istituzione benefica. Fu così che nel 1946, con la mediazione del parroco Giuseppe Majocchi, Carlo Grassi e la moglie Nedda Mieli decisero di perpetuare la memoria del figlio Gino con una donazione alla “Casa Divina Provvidenza” dei guanelliani di Como, che tramutarono la tenuta in un’azienda agricola finalizzata all'accoglienza giovani che, per diverse vicende della vita, avevano bisogno di essere rieducati e reinseriti nella società. Da quel momento in poi, la proprietà Salterio venne chiamata “Casa di Gino”.
Alla morte di Carlo Grassi, su desiderio della vedova il materiale archeologico di famiglia fu donato a papa Pio XII; dal 1951, le opere furono quindi esposte nei Musei Vaticani con il nome di “Collezione Grassi”. Analogo destino toccò agli oggetti d’arte orientale e ai dipinti, donati nel 1956 dalla Mieli al Comune di Milano con la clausola che le opere fossero esposte in memoria del figlio Gino.
Nel 1986 a Nedda Mieli fu riconosciuto l’Abbondino d’oro, la massima onorificenza che il comune di Como riserva alle proprie benemerenze.
In cima al viale di accesso alla proprietà trova posto la cappella della Madonna delle Grazie. Nella chiesetta, al cui interno trovano posto le spoglie di Nedda Mieli, di Carlo e di Gino Grassi, l'abside è decorata da un affresco raffigurante il Crocifisso tra san Luigi Guanella e la beata Chiara Bosatta, opera realizzata nel 2015 da Francis Natan Abiamba.

### Altro

#### Le sorgenti "Refrecc"
L'estremità nord-orientale del quartiere rivolta verso la valle del torrente Cosia ospita le sorgenti Refrecc (dette anche “Frech di Carrè”), che tra il 1890 e il 1993 costituirono la più antica fonte di approvvigionamento dell'acquedotto pubblico di Como. 
La decisione di canalizzare le sorgenti del Refrecc in un acquedotto destinato a rifornire tutta la Convalle di Como risale all'ultimo quarto del XIX secolo, quando le sorgenti esistenti lungo i versanti e, soprattutto, l'acqua dei tantissimi pozzi scavati nel sottosuolo cittadino non erano più in grado garantire un approvvigionamento adeguato; non tanto per una carenza idrica, quanto piuttosto per un aumento dell'inquinamento dovuto alla crescita della popolazione e degli scarichi fognari da un lato e dall'assenza di un sistema protezione di falda dall'altro. Fu così che, nel 1883, il Comune di Como decise di stipulare con l'imprenditore privato Giovanni Garrè un contratto di esclusiva per una fornitura di acqua attraverso un acquedotto (passato alla storia come "acquedotto Garrè") alimentato da una serie di vasche sotterranee, allora di grande dimensione e impatto, appositamente realizzate per raccogliere l'acqua delle sorgenti Refrecc.

## Cultura

### Musei
- Museo "Beata Chiara Bosatta"[19][28][33].

## Società

### Evoluzione demografica

#### Demografia pre-unitaria
- 1836: 226[42]

#### Demografia post-unitaria
- 1863: 312[10]
- 1898: 550[43]
- 1910: 720[44]

Abitanti censiti all'interno del comune di Como:
- 1981: 3160
- 1991: 3118
- 2001: 3009
- 2008: 2799

## Infrastrutture e trasporti

### Strade

#### "Cappelletta" e "Oltrecolle"
Almeno dal XVIII secolo, il quartiere di Lora è attraversato da due importanti arterie stradali di Como.
La prima, risistemata nel 1817 ma già presente nel catasto Teresiano con la denominazione Strada del Monte di Brianza, è la cosiddetta "Cappelletta", ossia un tratto della  ex-strada statale 342 Briantea. 
La seconda, che s'innesta nella prima in prossimità del confine con Lipomo, è la via Oltrecolle, la quale costituisce un bypass che permette di attraversare il territorio di Como lungo l'asse est-ovest (cioè provenendo da Bergamo, Lecco o Varese) senza dover transitare dal centro città. Il nome deriva dal fatto che, nel percorso dall'innesto con la "Cappelletta" fino al quartiere di Muggiò, la strada aggira il colle del Monte Goi.

#### Altro
L'odierna via Maiocchi fu appositamente costruita per raggiungere la nuova chiesa parrocchiale, la quale si trovava in mezzo a una zona campestre e, pertanto, era raggiungibile solo attraverso sentieri di campagna.

### Mobilità urbana ed extra-urbana
Negli anni '30 del Novecento, i mezzi pubblici non collegavano ancora Lora al centro città: a quel tempo esisteva solo un tram che si fermava poco lontano dal ponte di San Martino, cosicché tutta la salita della Cappelletta doveva essere percorsa con mezzi propri.
Il quartiere è servito da numerose linee di autobus. Oltre a una linea urbana facente capolinea nel centro del quartiere e a sporadici collegamenti con Camerlata e Breccia, la frazione di Lora è servita dai bus extraurbani diretti a Ponzate, Erba, Asso, Lecco, Merate, Brivio e Bergamo.

## Sport
Nella stagione 2003-2004, la squadra di calcio S.S.D. Lora Lipomo prese parte al campionato di Eccellenza, classificandosi al settimo posto.

### Esplicative
1. ↑  Cfr. le origini del toponimo Boffalora
2. ↑  Una collina situata nella parte meridionale del quartiere, a sud della via Oltrecolle.

### Bibliografiche
1. ↑   comune.como.it,  http://www.comune.como.it/export/sites/default/it/doc/regolamenti/Statuto-Comune-di-Como.pdf. URL consultato il 23 dicembre 2018.
2. 1 2 3 4 5 6 7 8 9  Giughello, Lora - La storia, p. 7.
3. ↑  Giughello, Lora - La storia, p. 44.
4. ↑  Giughello, Lora - La Parrocchia, p. 26.
5. ↑  AA.VV., Lora settembre 1962 - Centenario [...], p. 10.
6. 1 2 3  Giughello, Lora - La storia, pp. 9-10.
7. 1 2 3   La chiesa di Lora Santuario dei Caduti Rurali, su laprovinciadicomo.it. URL consultato il 23 dicembre 2018.
8. 1 2  Giughello, Lora - La Parrocchia, p. 10.
9. 1 2   SIUSA - Parrocchia dei SS. Simone e Giuda in Lora di Como, su siusa.archivi.beniculturali.it. URL consultato il 5 marzo 2020.
10. 1 2  Giughello, Lora - Una storia, p. 13.
11. ↑  https://www.laprovinciadicomo.it/stories/cultura-e-spettacoli/la-chiesa-di-lorasantuario-dei-caduti-rurali_4514_11/
12. 1 2 3 4 5 6   Copia archiviata, su casadigino.org. URL consultato il 12 novembre 2018 (archiviato dall'url originale il 24 marzo 2017).
13. ↑  Larghi, p. 2.
14. ↑  AA.VV., Lora settembre 1962 - Centenario [...], p. 20.
15. ↑  AA.VV., Noi di Lora, p. 8.
16. ↑   Fabio Cani, XXCO_272: Una chiesa votiva [collegamento interrotto], su JSC15 - Journal dal Lago di Como, Lecco e Brianza, 29 settembre 2016. URL consultato il 19 aprile 2021.
17. ↑  Giughello, Lora - La Parrocchia, p. 18.
18. ↑  AA.VV., Lora settembre 1962 - Centenario [...], p. 40.
19. 1 2 3 4 5 6   Punti Guanelliani, su Sui Passi di Don Guanella. URL consultato il 29 ottobre 2019.
20. 1 2  Giughello, Lora - La Parrocchia, p. 15.
21. ↑   Parrocchia di San Bartolomeo di Como Sede: Como, su siusa.archivi.beniculturali.it.
22. ↑  Giughello, Lora - La Parrocchia, p. 16.
23. ↑  Giughello, Lora - Una storia, p. 15
24. ↑  Giughello, Lora - La Parrocchia, p. 17.
25. ↑   Da Lora fino a Como, percorrendo tutti i curvoni della “Cappelletta”, fino al semaforo di San Martino, su laprovinciadicomo.it.
26. ↑   La Cappelletta, al limitare della massa d’aria più calda e favorita dall’altimetria, si trasforma con facilità in spericolata pista da discesa, su meteocomo.it, 8 novembre 2009.
27. ↑   Il beato Guanella conquistò il colle e salvò Lora dalle speculazioni, su laprovinciadicomo.it.
28. 1 2 3   Como-Lora, Casa “Santa Maria della Provvidenza” | Memorie in foto, su memorieinfoto.it. URL consultato il 29 ottobre 2019.
29. 1 2  Vendramin, quarta di copertina.
30. ↑   Don Guanella e Maria Madre della Provvidenza, su operadonguanella.it. URL consultato il 29 ottobre 2019.
31. ↑   Novità su Don Guanella, su www.operadonguanella.it. URL consultato il 22 gennaio 2025.
32. ↑   Silvia Fasana, Da 125 anni la Casa "Santa Maria della Provvidenza" a Lora, in La Divina Provvidenza, n. 2-2022,  p. 18.
33. 1 2   Museo "Beata Chiara Bosatta" (Lora, Como), su Sui Passi di Don Guanella. URL consultato il 16 dicembre 2021.
34. ↑   redazione, Mario Bogani, pittore di Don Guanella, su InLibertà, 7 gennaio 2015. URL consultato il 31 gennaio 2025.
35. ↑  Vendramin, pp. 22-29.
36. 1 2  Buffoni, p. 17.
37. 1 2 3   GAM Milano: Collezione Grassi, su gam-milano.com. URL consultato il 29 ottobre 2019 (archiviato dall'url originale il 29 ottobre 2019).
38. 1 2 3 4   Sala VI. La Collezione Carlo Grassi, su museivaticani.va. URL consultato il 29 ottobre 2019.
39. ↑   Albo d'Onore dell'Abbondino d'Oro, su Comune di Como. URL consultato il 29 ottobre 2019.
40. ↑   Inaugurazione dei due dipinti nella cappella "Madonna delle Grazie" a Casa di Gino, in Fermarsi non si può, n. 1, Marzo 2016,  pp. 15-16.
41. 1 2 3   Le acque sotterranee (PDF), su comune.como.it.
42. ↑  Giughello, Lora - Una storia, p. 12.
43. ↑  Giughello, Lora - La Parrocchia, p. 33.
44. ↑  Giughello, Lora - La Parrocchia, p. 35.
45. ↑   Domizia De Rocchi (a cura di), Comune di Como: Demografia in cifre (PDF).
46. ↑  Giughello, Lora - Una storia, pp. 6-7.
47. ↑  Borghese, p. 388.
48. ↑  Giughello, Lora - La storia, pp. 33-34.
49. ↑  Giughello, Lora - La storia, p. 31.
50. ↑  AA.VV., Lora settembre 1962 - Centenario [...], p. 19.
51. ↑  AA.VV., Noi di Lora, p. 7.
52. ↑  AA.VV., Lora settembre 1962 - Centenario [...], p. 16.